# Manažerské účetnictví
Manažerské účetnictví je soubor účetních technik a postupů určených pro shromažďování dat finančního i nefinančního charakteru a podávání zpráv (reportů) podporujících rozhodování pro zajištění potřeb různých uživatelů. Systém, který zobrazuje a zkoumá ekonomickou realitu – eviduje, třídí, seskupuje, analyzuje a uspořádává informace o podnikatelské činnosti do přehledů a výkazů a jiných podkladů ustících do návrhů či opatření, která mají napomoci řídícím pracovníkům při jejich rozhodování a řízení.
Manažerské účetnictví používá externí i interní, ekonomické i technické informace, v naturální i peněžní formě, a to jak z vnitropodnikového účetnictví, tak i z finančního účetnictví, a také využívá údaje z jiných zdrojů mimo účetní jednotku.
Jednou z jednoduchých definic manažerského účetnictví je poskytování finančních a nefinančních rozhodovacích informací manažerům. Proto se používá i obecnější pojem ekonomické a finanční řízení firmy nebo reporting.
Souhrnným termínem manažerského účetnictví bývá označován celkový soubor informací. Je určeno především pro interní potřebu hospodářské jednotky. Má důvěrný, interní charakter, proto jeho hlavní záměr je maximální pravdivost. Není (až na výjimky) regulováno státem. O jeho struktuře a využití si podnikový management rozhoduje sám ve vlastní pravomoci.
„Manažerské účetnictví je nástrojem do nepohody.“ Bohumil Král
„Potřeba informací úměrně vzrůstá především s finančními problémy firmy.“ Eva Stará
„Manažerské účetnictví je otevřený systém.“ Rudolf Schroll
Manažerské účetnictví v nejširším pojetí zahrnuje vnitropodnikové účetnictví, kalkulace, rozpočty, plánování, statistiku a controlling.

## Hlavní úkoly manažerského účetnictví
Úkoly manažerského účetnictví můžeme rozdělit do tří základních skupin:
1. zjišťování skutečných jevů a informací; 
2. kontrola těchto jevů, jejich rozbor a zpracování výstupních informací; 
3. příprava informací pro samotné rozhodování a následně stanovení úkolů vyplývajících z rozhodovacích procesů.

## Základní rozdíly mezi účetnictvím finančním a manažerským
| Účetnictví | Manažerské            | Finanční           |
| ---------- | --------------------- | ------------------ |
| Určení     | Interní               | Externí            |
| Zájem      | Maximalizace zisku    | Minimalizace daní  |
| Obsah      | Analytické účty       | Syntetické účty    |
| Pravdivost | Maximální             | Princip opatrnosti |
| Úprava     | Neregulované          | Regulované státem  |
| Ceny       | Kalkulované           | Reálné             |
| Jednotky   | Hodnotové i naturální | Finanční           |

Povinný rozsah manažerského účetnictví (není dáno zákonem, musí být min. takové, aby dalo podklady pro finanční účetnictví – musí obsahovat kalkulace, …).
Zákon o účetnictví se vztahuje pouze na finanční účetnictví. Manažerské účetnictví si může vybudovat management podle svých potřeb tak, aby zobrazovalo hospodářské děje strukturovaně pro potřeby řízení. Musí však zajistit pro finanční účetnictví vždy minimálně tyto průkazné podklady o stavu a změně zásob vytvořených vlastní činností:
- pro vyjádření aktivace vlastní výroby;
- pro ocenění zásob a ostatních výkonů vytvořených vlastní činností.

## Oblasti manažerského účetnictví
Manažerské účetnictví lze rozdělit podle obsahu, účelu a používaných metodik na několik samostatných oblastí. Toto členění se liší dle jednotlivých autorů.

### Odpovědnostní řízení
Subsystém odpovědnostního řízení působí v jednotě čtyř základních funkcí:
- organizační
- plánovací
- kontrolní
- informační.

Základem je rozdělení evidence podniku na jednotlivé útvary, které se nejčastěji nazývají hospodářská střediska. Každý samostatně hospodařící vnitropodnikový útvar sleduje své náklady a výnosy a zjišťuje výsledek hospodaření. Tyto informace jsou podkladem pro hodnocení hospodárnosti a efektivnosti jednotlivých výrobků, prací a služeb, dělají se cenová rozhodnutí, odměňování jednotlivých pracovníků apod.
Při tvorbě hospodářských středisek by se měly uplatňovat především tyto zásady:
- jediný odpovědný vedoucí
- přesné měření vstupů a výstupů
- určení vnitropodnikových cen za výkony poskytnuté jiným střediskům.

Zde plní nezastupiletnou roli vnitropodnikové účetnictví.
Každé HS by mělo mít svůj název a organizační číslo. Počet a rozsah středisek závisí na konkrétních podmínkách, ve kterých účetní jednotka hospodaří.
Ve výrobních podnicích se nejčastěji vyskytuje:
- výrobní středisko
- zásobovací středisko
- správní středisko
- odbytové středisko

### Kalkulace
Pojem kalkulace lze obecně chápat jako činnost vedoucí ke zjištění či stanovení nákladů na kalkulační jednice, které jsou přesně druhově, objemově, časově a jakostně vymezeny, a to:
- předpokládaných nákladů
- skutečně dosažených.

V poslední době nabývají na významu zákaznické kalkulace, které jsou základem pro ocenění výkonů (výrobků nebo služeb) pro konkrétního zákazníka.

### Režijní náklady
Výše režijních (nepřímo přiřaditelných) nákladů s novým charakterem výrob (robotizace, automatizace) narůstá. Proto je velmi důležitou úlohou manažerského účetnictví jejich co nejpřesnější řízení.
Některé druhy režií:
- výrobní
- zásobovací
- odbytová
- správní
- skupinová.

Existuje značné množství metod rozpouštění (rozpočtování) režijních nákladů. Ve všech metodách je základní problematikou určení správné rozvrhové základny.

### Rozhodování
Sem spadají především tyto rozhodovací úlohy:
- rozhodování o sortimentu výroby (optimalizace sortimentu)
- rozhodování o objemu výroby
- cenová rozhodování

V manažerském účetnictví se využívají mnohé metody obecné teorie rozhodování.

### Analýza odchylek
Cílem zjišťování odchylek je kontrola hospodárnosti a efektivnosti výroby nejen průběžně a konečným vyhodnocením, ale v prvé řadě zabráněním jejich vzniku. Zjišťují se dva typy příčin odchylek od plánovaných nákladů:
- odchylky kvantitativní (množstevní)
- odchylky kvalitativní (cenové)

Pro analýzu odchylek hrají důležitou roli správně stanovené normy a normativy.

### Controlling
Controlling je aplikovaná metoda řízení, jejímž smyslem je permanentní vyhodnocování skutečného průběhu podnikatelského procesu srovnáváním se žádoucím stavem. Analýza těchto odchylek podle příčin vzniku a odpovědnosti je těžištěm celého systému.
Jedna z velmi důležitých částí controllingu je reporting představující relativně komplexní systém ukazatelů a informací, které by měly vyhodnocovat nejen vývoj podniku jako celku, ale v takových dílčích částech a pohledech, které jsou z hlediska řízení rozhodující.
Podle svého obsahu se jedná o jednu oblast kompletního manažerského účetnictví, i když se někdy uvádí naprosto samostatně bez hlavičky manažerského účetnictví.

### Environmentální účetnictví
Stále více nabývá na významu tato oblast manažerského účetnictví představující hodnotové informace dopadů činnosti podniků na životní prostředí. Toto souvisí s nárůstem zájmu veřejnosti o problematiku tzv. společenské odpovědnosti podniků (CSR).
Je to jedna ze součástí nefinančního reportingu, který mají podniky povinnost zveřejňovat.

### Rozpočetnictví
Jako součást manažerského účetnictví je zaměřeno na budoucnost. Plní tyto hlavní úlohy:
- Stanoví v peněžním vyjádření úkoly do budoucna.
- Poskytuje informace pro sestavení předběžných kalkulací.
- Vytváří předpoklady pro běžnou kontrolu hospodaření středisek.

Složení celkového rozpočtu firmy se skládá z rozpočtu:
- provozní činnosti
- investic
- finančního

### Strategické řízení
Vzhledem k tomu, že většina nákladů vzniká jako důsledek dřívějších rozhodnutí (ve výrobě odhad 80 až 90 %), proto nabývá na významu strategické manažerské řízení. Toto ovlivňuje ekonomiku podniku s odstupem několika let. Pouze malá část nákladů je krátkodobě ovlivnitelná.

## Terminologie manažerského účetnictví
V češtině byly používány postupně tyto pojmy:
- provozní účetnictví (do roku 1953)
- analytická evidence výroby (po roce 1953)
- vnitropodnikové účetnictví (1966 dosud souběžně i po roce 1990)
- nákladové a manažerské účetnictví pro zdůraznění užití v tržních podmínkách.

Již by se neměl zaměňovat pojem vnitropodnikové účetnictví s pojmem manažerské účetnictví. Vnitropodnikové účetnictví je účetnictvím, které slouží k tomu, aby byly náklady správně účetně vykázány tam, kde byly spotřebovány nebo pro koho byly tyto náklady spotřebovány.
Ve světě jsou používány různé názvy, které se ale hlavním obsahem shodují s naším manažerským účetnictvím.
- V anglosaské oblasti se toto účetnictví označuje jako manažerské účetnictví (Management Accounting).
- Ve francouzsky mluvících zemích se označuje jako účetnictví pro řízení (Compatibilité de Gestion) nebo nákladové účetnictví (Comptabilité analytique).
- V novější německé literatuře se používá „účetnictví nákladů a výnosů orientované na rozhodování“ (Entscheidungsorientierte Kosten und Leistungsrechnung).
- Ve španělské oblasti je to cenové účetnictví (Contabilidad de costos).
- V ruské oblasti je to manažerské účetnictví (Управленческий учёт).

## Historie manažerského účetnictví
Pojem manažerské účetnictví vstoupil do povědomí odborných kruhů na evropském kontinentě po vydání zprávy účetních odborníků Angloamerické rady pro produktivitu, kteří v roce 1950 navštívili Spojené státy a popsali účel manažerského účentictví takto: "Manažerské účetnictví podává účetní informace takovým způsobem, aby pomohly manažerům při tvorbě podnikové politiky a v každodenních operacích při podnikání."
Uvádí se těchto pět etap ve vývoji manažerského účetnictví:
1. etapa (konec 18. století až konec 19. století): Po tzv. průmyslové revoluci hlavní funkcí nákladového účetnictví je poskytnou podklady pro výslednou kalkulaci skutečných nákladů
2. etapa (konec 19. století až zhruba 1910): Výroba se stává (?), rozvíjí se vědecké řízení výroby vedoucí k normování. Začínají vznikat problémy s rozpočítáváním režie.
3. etapa (rok 1910–1940): Vzniká nutnost zavádět střediskové (útvarové) odpovědnostní účetnictví.
4. etapa (rok 1940–1980): Stoupá význam tzv. strategických nákladů. Dochází ke zvyšování významu rozpočetnictví a předběžných kalkulací. Vznikají specifické problémy kontroly a řízení nákladů v kusové a malosériové výrobě.
5. etapa (po roce 1970, 1980 doposud): Dochází k nárůstu fixních nákladů a k poklesu přímých mezd. Prokazují se negativní důsledky dosavadního způsobu přičítání režie.